# The Vinyl Factory
The Vinyl Factory – niezależna wytwórnia płytowa, założona w 2001 roku, specjalizująca się w tłoczeniu i produkcji płyt płyt gramofonowych w limitowanych nakładach. W jej skład wchodzi również sklep płytowy Phonica Records i magazyn muzyczny FACT.

## Historia i działalność
The Vinyl Factory Group została założona w 2001 roku. W jej skład wchodzi wytwórnia płytowa, tłocznia płyt gramofonowych, sklep płytowy Phonica Records i magazyn muzyczny FACT. Wytwórnia stawia sobie za cel łączenie sztuki i muzyki poprzez ręczną produkcję płyt winylowych w ściśle limitowanych nakładach. Tłoczenie wszystkich płyt odbywa się w Hayes, w zachodnim Londynie na oryginalnych urządzeniach EMI 1400 Press, należących wcześniej do koncernu EMI.
Wytwórnia Vinyl Factory we współpracy z muzykami i artystami wydaje limitowane edycje płyt, którym towarzyszą wydarzenia i spektakle. Wydawnictwa obejmują dorobek takich artystów jak: Daft Punk, Christian Marclay, Massive Attack, Róisín Murphy, Florence and the Machine, Pet Shop Boys, Martin Creed, Bryan Ferry, Giorgio Moroder i The xx.
The Vinyl Factory Group realizuje różne przedsięwzięcia związane ze sztuką wizualną jak: zlecenia artystyczne, wystawy i współpraca pomiędzy muzykami a współczesnymi artystami. Przykładem jest tu współpraca z Jeremym Dellerem przy organizacji jego pierwszej, retrospektywnej, indywidualnej wystawy w Hayward Gallery w 2012 roku oraz zorganizowanie, wspólnie z British Council, jego wystawy, zatytułowanej English Magic, której prezentacja miała miejsce w ramach 55. Biennale w Wenecji w 2013 roku.